# الأظافر الاصطناعية
الأظافر الإصطناعية والمعروفة أيضا باسم الأظافر الوهمية والأظافر المستعارة وأظافر الموضة والأظافر المحسنة والأظافر المركبة أو ملحقات الأظافر هي ملحقات توضع على الأظافر كنوع من إكسسوارات الموضة. تحاول بعض تصاميم الأظافر الاصطناعية محاكاة مظهر الأظافر الحقيقية قدر الإمكان، في حين أن البعض الآخر قد تبتعد عن عمد لصالح نظرة فنية. وخلافا لمعظم عمليات تجميل الأظافر الاصطناعية تتطلب صيانة منتظمة؛ فمن المستحسن أن يتم حضورهم في المتوسط كل أسبوعين. ومع ذلك، تنوعها من حيث الشكل والتصميم والمتانة نسبيا وهي من بعض المزايا التي تحملها على أنواع أخرى من الأظافر. 

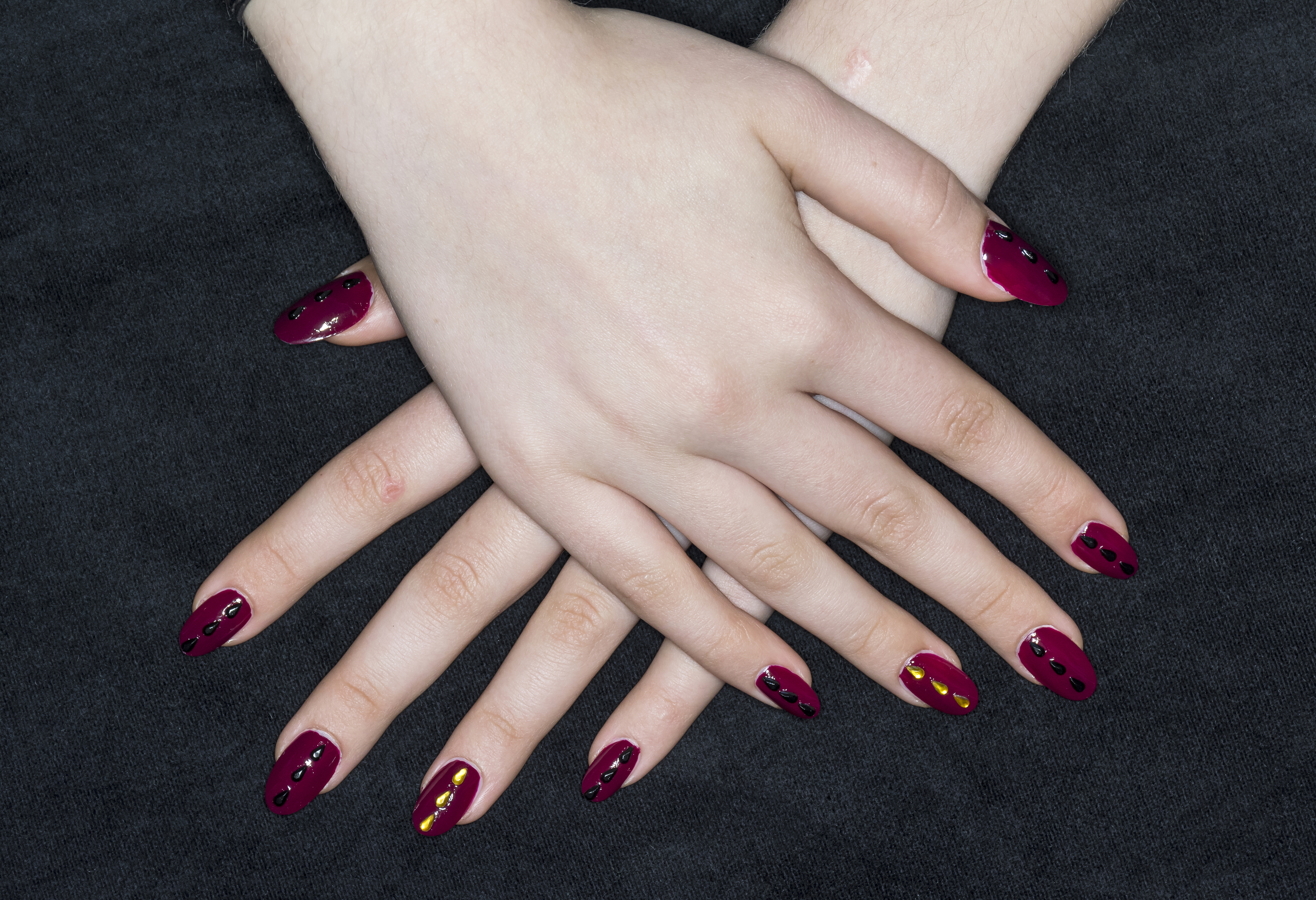
أظافر اصطناعية
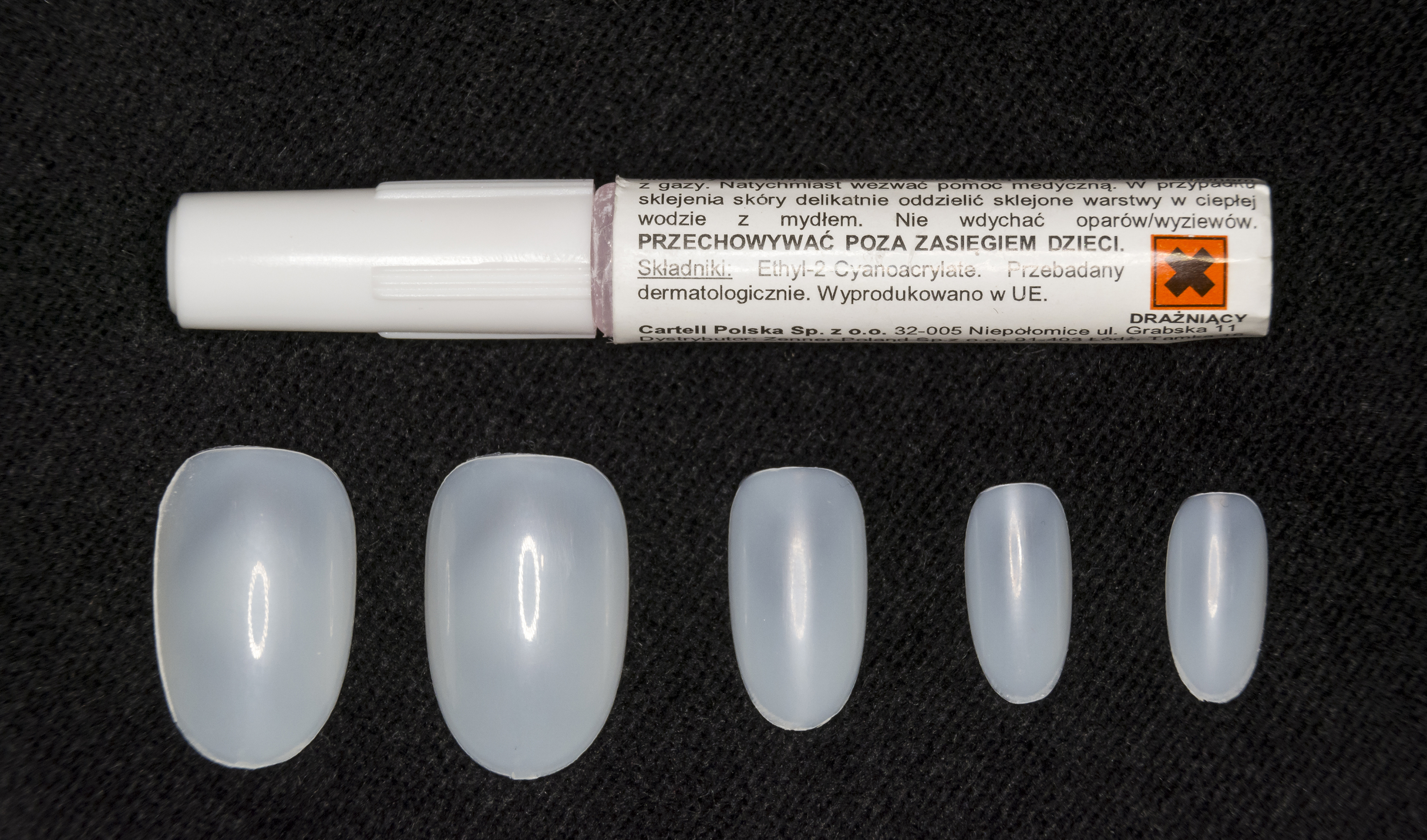
أظافر اصطناعية و غراء

## الأنواع
الأظافر الاصطناعية ليست توصيل وليست بديلا للأظافر الطبيعية. هناك نوعان من النهج الرئيسية لإنشاء الأظافر الاصطناعية الرؤوس والقالب. الرؤوس خفيفة الوزن «الأظفر» على شكل لوحات بلاستيكية يتم لصقها على نهاية الأظافر الطبيعية. يتم تشكيل أشكال ورقة مع حافة لزجة التي هي تلف بشكل فعال حول طرف الإصبع. فوق هذه، إما الأكريليك أو الهلام الصلب أو أي مزيج من الاثنين معا يمكن تطبيقها. القوالب متوفرة في العديد من التصاميم المختلفة، بدءا من الألوان الصلبة إلى تصاميم الرسوم البيانية مثل طبعات الحيوانات والألوان المعدنية. الأظافر الاصطناعية يمكن أن تشكل وتقطع وتبرد لمجموعة متنوعة من الأشكال، بما في ذلك المربع أو المربع البيضاوي / «سكوفال» أو المدورة أو اللوزة أو راقصة الباليه/على شكل قرن أو الخنجر.
أحد المواد الشعبية المستخدمة لإنشاء أظافر الاكريليك هو بولي ميثيل ميثاكريلات الاكريليك. خلط خليط البوليمر مع «مونومر السائل» وعادة ما ميثاكريلات الإيثيل مختلطة مع بعض المانع تشكل خرز مرن. يبدأ هذا الخليط في العلاج فورا ويستمر حتى يصبح صلب تماما في دقائق. مادة أخرى مشتركة هي هلام الاكريليك، والذي يحتوي على فوتوينيتياتورس التي تمنع علاجها حتى يتعرض إما للأشعة فوق البنفسجية أو ضوء ليد ضمن طول موجة معينة. وقد اخترعت بعض التقنيات الجديدة أيضا في محاولة لإبطال الأسلوبين المذكورين أعلاه. الغمس على سبيل المثال ينطوي على طلاء الأظافر مع دهان أولي خاص وطبقة فوقية ثم طلاء الأظافر مرارا وتكرارا طلاء بطبقة واضحة وغمره بالطلاء. منتجات الأظافر متوفرة في مجموعة متنوعة من الألوان ويمكن أن تؤثر على تفاصيل معينة مثل الملامح والبريق والمانيكير الفرنسية شعبية جدا.
وبديل شعبي آخر للاكريليك أو هلام الأغطية الزجاجية أو الأغطية الحريرية. وتتكون هذه من قطع مقطعة من الألياف الزجاجية والأقمشة الحريرية أو مادة أخرى لتناسب سطح الظفر (أو رأس سيرفق قبل) لتكون مختومة على لوحة الظفر مع طبقة من الراتنج أو الغراء. ولهؤلاء الذين يعانون الحساسية للمواد الكيميائية الموجودة في المواد المذكورة أعلاه يجدون بديلا ممكنا للأغطية الأظافر. ويمكن أيضا أن تستخدم لحماية الأظفر إذا كان يكسر؛ والحرير أو الألياف الزجاجية تركب بمثابة طبقة زائفة من الأظافر وحماية لوحة الأظافر من الانقسام أو أن تتضرر.
بالعادة، هذه الأساليب تتطلب مساعدة من المهنية المدربة. الرؤوس الرخيصة والأقل صلابة التي يمكن لصقها بسرعة في المنزل هي الخيار لأولئك غير الراغبين في تجنيد واحد. وهناك خيار آخر غير مكلف هو عصا على الأظافر ومدته تتراوح من يوم واحد إلى أسبوعين.

### تاريخها
تاريخيا، كانت الأظافر الاصطناعية الرموز الشائعة الوضع في جميع أنحاء العالم:
- ·        خلال عهد أسرة مينغ الصينية ارتدى النبلاء من النساء أظافر اصطناعية طويلة جدا كعلامة رمزية تشير لهم، على عكس عامة الناس لم يكن عليهن القيام بعمل يدوي.[4]
- ·        في أوائل القرن التاسع عشر في البلاد الإغريقية كانت النساء من الطبقة العليا يرتدون قشور الفستق الفارغة على أظافرهن، وينشرن ببطء اتجاه الأظافر الاصطناعية عبر أوروبا.
- ·        ارتدت النساء المصريات ملحقات الأظافر المصنوعة من العظام والعاج والذهب كعلامة للأغنياء حيث ان الكماليات هذه كانت متاحة فقط للأثرياء.[5]

«استخدمت أقدم التجارب والأظافر الاصطناعية الناتجة مزيج من المونومر والبوليمر يطبق على الظفر وتمتد على شكل داعم وقد يتصلب هذا الهيكل وعندما تتم إزالة الداعم يتم تشكيله ليبدو وكأنه امتداد طبيعي للصفائح الأظافر. وكانت مواد طب الأسنان هذه عبارة عن مواد كيميائية تندرج تحت اسم» العائلة«من الأكريليك وهكذا تم إنشاء أظافر الإكريليك الاصطناعية، وجميع المواد المستخدمة لاحقا تنتمي أيضا إلى عائلة الأكريليك، ولكن مصطلح» أظافر الاكريليك«قد طرح طريقة استخدام المونومر السائل ومسحوق البوليمر.» 
وفي عام 1954 قام فريد سلاك طبيب الأسنان بكسر أظافره في العمل وخلق أظفر اصطناعي كحل بديل واقعي. بعد التجارب مع مواد مختلفة لإكمال اختراعه حصل -هو وشقيقه توم- على براءة اختراع نسخة ناجحة وبدأت شركة باتي نايلز. استخدم فريد سلاك معدات طب الأسنان والمواد الكيميائية ليحل محل أظافره الطبيعية ولكن بمرور الوقت تغيرت العملية بشكل كبير.
في أواخر القرن العشرين أصبحت الأظافر الاصطناعية شعبية على نطاق واسع في جميع أنحاء العالم بين النساء. وفي الوقت الحاضر هناك حتى مسابقات تزيين الأظافر. حكام مسابقات الأظافر هذه يبحثون عن التطابق بين الأظفر والأظفر. كما يحكمون ما إذا كانت الأظافر تكمل أيدي النموذج أم لا. إذا كانت الأظافر جميلة ولكنها طويلا جدا لأيدي النموذج فإن الحكم سينقص من النقاط. سيتم الحكم على المنافسين على نظافة مساحة عملهم وكيفية تنظيمهم.

### الآثار الصحية

#### الفوائد المرجوة
أظافر الاكريليك تساعد على إخفاء أو إصلاح الكسور أو الأجزاء التالفة أو القصيرة أو خلاف ذلك «غير مرغوب فيه» في مظهر الأظافر. كما أنها تساعد على منع عض الأظافر وكسرها وانقسامها. وهي تستخدم عند الناس الذين غير قادرين على نمو طول وقوة الأظافر الطبيعية التي يرغبون. هذه المشكلة يمكن حلها بإستخدام تقنيات الأظافر معينة مثل اظفر البقشيش أو أظفر النحت أو التفاف الأظفر أو طبقات الاكريليك. أظافر الاكريليك في كثير من الأحيان تجعل الأظافر الطبيعية رقيقة عند إزالتها على الرغم من أنها متينة أثناء ارتداءها.

##### المخاطر الصحية
إذا تم تركيبها بشكل صحيح الأظافر الاصطناعية عادة ليست بمشكلة. ومع ذلك، استخدامها على المدى الطويل واستخدام الأظافر سيئة التجهيز يمكن أن تضر بشكل خطير قاع الأظافر وقد يعيق نمو الأظافر الطبيعية. المشكلة الأكثر شيوعا المرتبطة بالأظافر الاصطناعية هي العدوى البكتيرية التي قد تتطور بين الأظافر الكاذبة والطبيعية.
عندما يتم تطبيق الأظافر الاصطناعية على سطح الأظافر الطبيعية يمكن أن يحدث أنواع طفيفة من الصدمة غير مؤذية على الأظافر الاصطناعية مثل كشط الأظفر على سطح ثابت مما يمكن أن يسبب فصل الظفر من قاع الأظافر. وهذا يسمح للبكتيريا والفطريات لإحتمال الدخول في منطقة فصل إعداد العدوى. في الواقع إن بعض المستشفيات لن تسمح لموظفيها أن يرتدون الأظافر الوهمية بسبب خطر إيواء العدوى التي يمكن أن تنتقل إلى المرضى. وألقي اللوم على عدة وفيات من الأطفال الخدج بسبب عدوى أظافر الاكريليك المنقولة إلى الأطفال من قبل ممرضة في أواخر 1990s. وقد وجد علماء الاوبئة الذين درسوا أن تفشى العدوى البكتيرية في مستشفى للأطفال في اوكلاهوما سيتي أن نصف الوفيات الستة عشر في الفترة من 1 يناير 1997 إلى 12 مارس عام 1998 كان بسبب التلوث الناجم عن الاظافر الطويلة. والعدوى يمكن أن تكون خطرا عندما يتم وضع الأظافر من قبل صالونات الأظافر المشكوك فيها التي لا تتبع الممارسات الصحية.
هناك قلق بشأن القابلية للإشتعال من المكونات المستخدمة لصنع أظافر الاكريليك. ويقترح أن تبقى على مسافة من أجهزة تصفيف الشعر الحارة وكذلك من الحرارة واللهب عند الطهي من أجل تجنب مخاطر اللهب المحتملة.
ومن وجهة نظر الصحة المهنية يمكن أن تكون هناك مخاطر على العاملين في صالون الأظافر الذين يتعرضون للأبخرة الكيميائية من الأظافر الاصطناعية خلال تحول العمل بأكمله. الإيثيل ميثاكريلات -راتين أكريلي يستعمل في طب الأسنان- يمكن يستخدم للأظافر الاصطناعية ويمكن أن يسبب التهاب الجلد التماسي أو الربو أو الحساسية في العينين والأنف. ويواجه العاملون في صالون الأظافر أيضا التعرض للمواد الكيميائية الأخرى المستخدمة مثل التولوين والفثالات ثنائي البوتيل والفورمالديهايد.
على الرغم من أن ميثيل الميثاكريلات الكيميائية  تم حظره [أين؟] منذ أوائل 1970s إلا أن بعض صالونات الأظافر لا تزال تستخدمه. بعض العلامات على أن صالون الأظافر لا يزال يستخدمه هو ان الأسعار تكون أقل بكثير من معظم صالونات الأظافر الأخرى. وسوف تكون هناك رائحة فواكه قوية. وأيضا المانيكير -الذي يوضع الاظافر- غالبا ما يتم ارتدء قناع للحفاظ على التنفس من المواد الكيميائية الضارة. ومع مرور الوقت والتعرض للميثيل الميثاكريلات  يمكن أن يسبب آثار دائمة مثل النعاس والدوار وارتجاف اليدين. [بحاجة لمصدر]

### استخدام الموسيقى
الموسيقيون الذين يعزفون الآلات الوترية قد يرتدون الأظافر الاصطناعية كمساعدة في العزف. بعض عازفي الجيتار مثل دون روس ودويل ديكيس وجيمس تايلور يعرفون بالقيام بذلك. يستخدم العديد من عازفي الجيتار الكلاسيكيين والمتقدمين على أنواع مختلفة من الأظافر المزيفة للحصول على نغمة متسقة وواضحة ومشرقة مع كل نقط. والعديد من العازفين الصينيين القديمين مثل غوتشين وبيبا وروان أيضا يستخدمون الأظافر الاصطناعية بالعادة. حتى العازف الهندي سارود يرتدي الأظافر للعزف والكثير من العازفون يلجؤون إلى الأظافر الاصطناعية لمنع إرتداء وتقطيع الأظافر الطبيعية.

### مزيد من القراءة
كتب:
·        تشيس، ديبورا. كتاب جديد لا أساس له من الناحية الطبية كتاب الجمال. Henry Holt and Company، Inc. 1989.
·        Schoon، Douglas D. بنية الأظافر وكيمياء المنتج. التاريخ ميلادي للنشر، 1996.
الدوريات:
·        أنتوني، إليزابيث. «أسس الأكريليك،» مجلة NailPro، أكتوبر 1994.
·        هامكر، ايمي. «المواد الطبية للأسنان في الأظافر،» مجلة NailPro ، يونيو 1994.